# The Corner
The Corner est une série télévisée américaine en six épisodes de 60 minutes créée par David Simon, David Mills et Robert F. Colesberry et diffusée entre le 16 avril 2000 et le 21 mai 2000 sur HBO.
En France, la série a été diffusée à partir du 21 avril 2001 sur Série Club.

## Synopsis
La série raconte la vie quotidienne des habitants de LaFayette Street à Baltimore, un quartier défavorisé rongé par la drogue qu'on vend en plein jour et la violence. DeAndre McCullough, âgé de quinze ans, vit avec sa mère Fran et son père Gary, qui sont tous deux toxicomanes. La série a été adaptée d'un livre enquête écrit par David Simon et Edward Burns et adopte le procédé du faux documentaire pour rendre compte de la dureté du propos.

## Fiche technique
- Producteurs : Robert F. Colesberry, David Simon, David Mills
- Réalisateurs : Charles S. Dutton
- Scénaristes : David Simon et David Mills

## Distribution
- T.K. Carter : Gary McCullough
- Khandi Alexander : Francine « Fran » Boyd
- Sean Nelson (en) : DeAndre McCullough
- Glenn Plummer : George « Blue » Epps
- Toy Connor : Tyreeka Freamon
- Maria Broom : Bunchie Boyd
- Sylvester Lee Kirk : DeRodd
- Corey Parker Robinson (en) : R.C.
- Reg E. Cathey : Scalio
- Clarke Peters : Fat Curt

## Épisodes
1. Gary's Blues
2. DeAndre's Blues
3. Fran's Blues
4. Dope Fiend Blues
5. Corner Boy Blues
6. Everyman's Blues

## Produits dérivés

### Livres
- The Corner, enquête sur un marché de la drogue à ciel ouvert volume 1 : Hiver/Printemps  (ISBN 978-2-916546-80-3)
- The Corner, enquête sur un marché de la drogue à ciel ouvert volume 2 : Été/Automne (à paraître)

### DVD
- The Corner (6 avril 2009) ASIN B001Q3M3R8

## Article annexe
- Psychotrope au cinéma et à la télévision